# Bill Pearl
William Arnold "Bill" Pearl (Prineville, 31 de outubro de 1930 - Phoenix, 14 de setembro de 2022), foi um  fisiculturista durante os anos 1950 e 1960. Ele conquistou muitos títulos e prêmios, sendo vencedor da competição Mr. Universo por cinco vezes. Tornou-se um instrutor e autor de livros sobre fisiculturismo. Bill Pearl tornou-se vegetariano aos 39 anos de idade sendo um dos fisiculturistas vegetarianos mais conhecidos. Sua dieta era ovo-lacto vegetariana, que significa que incluia ovos e derivados do leite.

## Títulos no fisiculturismo
- 1953 - Mr. California
- 1953 - Mr. Southern California
- 1953 - Mr. America
- 1953 - Mr. Universe
- 1956 - Sr. USA
- 1961 - Mr. Universe
- 1967 - Sr. Universo
- 1971 - Mr. Universe